# Iassénskaia
Iassénskaia - Ясенская (rus) és una stanitsa del krai de Krasnodar, a Rússia. Es troba a la vora del riu Gorkaia, a 5 km de la costa de la mar d'Azov, a 37 km al sud de Ieisk i a 157 km al nord-oest de Krasnodar, la capital.
Pertanyen a aquesta stanitsa el possiólok de Iassénskaia Pereprava i el khútor de Xílovka.